# Kamena vuna
Kamena vuna je, kao i staklena vuna, vrsta mineralne vune. Koristi se kao izolacijski materijal napravljen od kamenih vlakana koja pomoću veziva tvore teksturu koja sliči na vunu. Između kamenih vlakana je zarobljeno mnogo sitnih zračnih džepova te takva struktura osigurava vrlo dobra termoizolacijska svojstva. Kamena vuna se proizvodi i prodaje u obliku ploča i u obliku rola koje mogu imati raznovrsna toplinska i mehanička svojstva. Za modernu metodu proizvodnje kamene vune zaslužan je Games Slayter koji je podnio zahtjev za patentiranjem procesa 1933. godine. Sirovina za dobivanje kamene vune je kvarcni pijesak, koji se melje a potom podvrgava visokim temperaturama.